# Jacques Davila
Pour les articles homonymes, voir Davila.
Jacques Davila, né le 25 décembre 1941 à Oran et mort le 14 octobre 1991, est un scénariste et réalisateur français. Il se rapproche d'Éric Rohmer par le marivaudage, mais chez lui celui-ci bascule brutalement dans le tragique. Son héros, jeune homme falot, presque absent, semble n'avoir aucune prise sur le délitement des choses, comme celui de son premier film, Certaines nouvelles : un week-end à la campagne, apparemment tranquille, au moment de la Guerre d'Algérie.  
Il meurt du sida en 1991.

## Filmographie
Comme réalisateur
- 1970 : Dim Dam Dom (émission télévisée), épisode du 29 juin
- 1974 : Chroniques de France (série télévisée), épisodes Une journée de Françoise Fabian et Houdan, petite ville de l'Île-de-France
- 1976 : Certaines nouvelles, sorti en 1980
- 1982 : Archipel des amours, segment Remue-ménage
- 1986 : Qui trop embrasse
- 1990 : La Campagne de Cicéron

Comme scénariste
- 1976 : Certaines nouvelles de lui-même
- 1982 : Archipel des amours, segment Remue-ménage de lui-même
- 1986 : Qui trop embrasse de lui-même
- 1986 : Beau temps mais orageux en fin de journée de Gérard Frot-Coutaz
- 1990 : La Campagne de Cicéron de lui-même
- 1990 : Après après-demain de Gérard Frot-Coutaz

Comme acteur
- 1969 : Que ferait donc Faber ? (mini-série télévisée) de Dolorès Grassian : le colleur d'affiches pour Tabar

## Récompenses
- Prix Jean-Vigo 1979 pour Certaines nouvelles
- Festival du cinéma de Barcelone 1990 : Prix Europe pour La Campagne de Cicéron